# Stefano Barrera
Pour les articles homonymes, voir Barrera.
Stefano Barrera, né le 12 janvier 1980 à Syracuse, en Sicile est un escrimeur italien, pratiquant le fleuret.

## Palmarès
- Championnats du monde d'escrime
  -  Médaille d'or aux Championnats du monde d'escrime 2008 de Pékin
  -  Médaille d'or au fleuret par équipe aux Championnats du monde d'escrime 2009 d'Antalya
  -  Médaille de bronze aux Championnats du monde d'escrime 2006 de Turin
- Championnats du monde d'escrime junior
  -  Médaille de bronze aux Championnats du monde d'escrime junior 1998 de Valencia (Venezuela)
  -  Médaille de bronze par équipe aux Championnats du monde d'escrime junior 1998 de Valencia ((Venezuela))
- Championnats du monde d'escrime Cadets
  -  Médaille d'argent aux Championnats du monde d'escrime Cadets 1997 de Puerto de la Cruz (Tenerife)
  -  Médaille d'argent aux Championnats du monde d'escrime Cadets 1996 de Tournai